# 커피프렌즈
《커피프렌즈》는 2019년 1월 4일부터 2019년 3월 8일까지 tvN에서 방영된 텔레비전 프로그램. 유연석, 손호준 두 배우가 제주도의 한 감귤농장에서 카페를 운영하며 수익금을 전액 기부하는 예능 프로그램이다.

## 출연자

### 사장&직원
- 유연석: 사장 겸 메인 셰프
- 손호준: 사장 겸 바리스타
- 최지우: 홀 매니저
- 양세종: 주방 보조, 홀 보조
- 조재윤: 아르바이트생

### 일일 아르바이트 생
- 유노윤호: 아르바이트생
- 바로: 아르바이트생
- 백종원: 아르바이트생
- 세훈: 아르바이트생
- 강다니엘: 아르바이트생
- 남주혁: 아르바이트생

## 시청률
| 회차 | 방송일   | AGB 시청률     | AGB 시청률       |
| 회차 | 방송일   | 대한민국(전국) | 대한민국(수도권) |
| ---- | -------- | -------------- | ---------------- |
| 1    | 1월 4일  | 4.9%           | 6.1%             |
| 2    | 1월 11일 | 5.0%           | 6.7%             |
| 3    | 1월 18일 | 5.4%           | 6.5%             |
| 4    | 1월 25일 | 4.3%           | 5.4%             |
| 5    | 2월 1일  | 5.1%           | 5.9%             |
| 6    | 2월 8일  | 5.9%           | 7.2%             |
| 7    | 2월 15일 | 6.1%           | 6.9%             |
| 8    | 2월 22일 | 5.1%           | 5.5%             |
| 9    | 3월 1일  | 4.3%           | 4.9%             |
| 10   | 3월 8일  | 4.0%           | 4.5%             |
| 평균 |          | 5.01%          | 5.96%            |

## 주요 메뉴
커피프렌즈의 주메뉴는 커피와 브런치로 핸드드립 커피, 감귤주스, 꿀귤차, 카페라떼, 핫초코, 귤 카야 잼 프렌치토스트, 흑돼지 토마토 스튜 등의 메뉴가 있으며 앞으로 더 추가될 예정이다. 촬영에 앞서 유연석은 백종원을 만나 메뉴를 전수받았고 손호준은 바리스타 자격증을 취득하고 베이커리를 하는 지인에게 토스트와 스튜에 쓰일 식빵을 배웠다.

## 촬영 장소
- 제주특별자치도 서귀포시 안덕면 서광리 1791에서 촬영했다.